# Медіатизація
Медіатиза́ція (від пізньолат. mediatus — «той, хто виступає посередником») у широкому сенсі — це анексія монархії іншою монархією, при якій правлячий рід анексованої держави зберігає свої титули. Наприклад, якщо суверенне князівство стало частиною більшого королівства, князь, хоча і стає підданим короля, зберігає свій титул і деяку частину влади.
Термін медіатизація (нім. Mediatisierung) був вперше застосований при реорганізації німецьких держав на початку XIX століття, коли відбулося підпорядкування князів та інших чинів Священної Римської імперії більш могутнім імперським не безпосередньо (immediatus), а через іншого, більшого князя (короля), до складу володінь якого входила медіатизована територія. Медіатизація була широко проведена Наполеоном I у 1803—1806 роках, який, користуючись з медіатизації земель, розширив територію своїх союзників: Баварії, Бадена, Вюртемберга та інших германських держав — герцогств, курфюрств (князівств) тощо, які перетворилися на королівства. Цей процес сприяв ліквідації Священної Римської імперії та виникненню Рейнського союзу (1806).